# Откраднатата принцеса
„Откраднатата принцеса“ (на английски: The Stolen Princess) е украинска компютърна анимация от 2018 година на режисьора Олег Маламуж. Сюжетът е по приказката „Руслан и Людмила“ на руския писател Александър Пушкин.
Премиерата на филма се състои на 7 март 2018 г. в Украйна.

## В България
В България филмът излиза по кината на 6 април 2018 г. от „Про Филмс“ и „Би Ти Ви Студиос“.
Синхронен дублаж
| Роля            | Изпълнител                                                                                      |
| --------------- | ----------------------------------------------------------------------------------------------- |
| Руслан          | Момчил Степанов                                                                                 |
| Мила            | Елена Грозданова                                                                                |
| Лестър          | Сотир Мелев                                                                                     |
| Фин             | Ненчо Балабанов                                                                                 |
| Черномор        | Георги Стоянов                                                                                  |
| Мъдрият котарак | Атанас Сребрев                                                                                  |
| Крал Владимир   | Станислав Пищалов                                                                               |
| Други гласове   | Константин Лунгов Златина Тасева Петър Калчев Станислав Кертиков Тодор Янкулов Светослав Добрев |

| Обработка           | Про Филмс                      |
| ------------------- | ------------------------------ |
| Преводач            | Теодора Чолакова               |
| Адаптация           | Николина Петрова               |
| Тонрежисьори        | Станислав Донев Девора Иванова |
| Режисьор на дублажа | Евгения Ангелова               |